# Jet Li
Jet Li, pseudonimo di Li Lianjie (李连杰S, Lǐ LiánjiéP; Pechino, 26 aprile 1963), è un artista marziale, attore e regista cinese.
È considerato uno dei migliori esecutori di ruoli d'azione in film di arti marziali.
È conosciuto per i suoi ruoli in film epici di arti marziali acclamati dalla critica, come la saga più famosa del cinema di Hong Kong degli anni novanta Once Upon a Time in China e il film wuxia Hero (2002). È apparso anche in film di successo internazionale, come Arma letale 4 (1998) e la popolare serie di film d'azione The Expendables (2010-2014).

## L'adolescenza e le arti marziali
Ultimo di cinque figli, suo padre muore quando lui aveva due anni. Essendo il più giovane ogni attività rischiosa gli viene proibita per la sua sicurezza personale, tanto che solamente con l'inizio dell'età scolastica ha un contatto con gli altri suoi coetanei. All'età di 8 anni è un ottimo scolaro (soprattutto in educazione fisica, dove viene usato come esempio per gli altri alunni).

### Il Wushu
Nell'estate del 1971 inizia a studiare il Wushu, ma non per vocazione. La scuola chiude per le vacanze, e per evitare che i giovani vadano in giro a compiere disordini, la scuola stessa li manda a quella che oggi è chiamata Beijing Sports and Exercise School, la scuola sportiva di Pechino. I ragazzi vengono arbitrariamente assegnati a varie discipline sportive e a Jet tocca casualmente il Wushu, insieme di stili marziali, conosciuta al di fuori della Cina col nome di Kung-Fu, della quale inizia, in principio, con una versione soft e molto coreografica.
Alla fine dell'estate, su migliaia di studenti solo a venti di questi viene permesso di frequentare abitualmente le lezioni di Wushu: dei 5 di questi provenienti dalla scuola di Li, solamente lui frequenterà regolarmente le lezioni pomeridiane, divenendo un punto d'orgoglio per la scuola. Una volta passato per selezioni sempre più dure, diviene allievo fisso dell'istituto scolastico, ma si accorge ben presto che non è un lavoro facile: mentre i suoi coetanei dopo le lezioni tornano a casa a giocare, lui passa il suo tempo libero allenandosi duramente, anche all'aria aperta durante il freddo inverno di Pechino.

### I primi successi
Nel 1972 a Jinan, nella provincia di Shandong, si tiene la prima competizione nazionale cinese di Wushu dalla rivoluzione culturale degli anni sessanta. Non ci sono categorie di premi, ma semplicemente un unico premio all'esecutore migliore, che Li si aggiudica alla tenera età di 9 anni. Lo stesso anno per la Cina passano i campionati di Tennis da tavolo (ping pong): in quegli anni di risveglio politico per la Cina, ogni evento viene preso seriamente. Così per l'occasione vengono organizzate delle dimostrazioni delle varie arti cinesi: la danza, l'Opera di Pechino ed ovviamente il Wushu e Wing Chun. Jet Li si ritrova a far parte del gruppo di Wushu, e ad allenarsi senza sosta: una esecuzione meno che perfetta non verrà accettata.
Il campionato si svolge nel largo stadio di Pechino, e sono presenti autorità come il Ministro della difesa e quello degli affari esteri. Il gruppo di Jet incontra anche l'allora premier Zhou Enlai, che si complimenta per l'ottima esecuzione. Da quel momento il giovane Li viene trasferito stabilmente nella scuola sportiva di Pechino, dove si allena duramente tutti i giorni. Essendo la scuola anche meta turistica, tutti i giovani devono essere sempre pronti a dare dimostrazioni di Wushu per i turisti.

### Il Beijing Wushu Team
Nel 1974, dopo durissime selezioni, fa parte del gruppo di 30 migliori atleti di Wushu cinesi che deve rappresentare la Cina (e gli altri 20 milioni di atleti Wushu) in un tour dimostrativo negli Stati Uniti che tocca le città di Honolulu, San Francisco, New York e Washington. Il gruppo si esibisce anche alla Casa Bianca, dove il giovane Li posa accanto ad Henry Kissinger per la foto ufficiale dell'evento. Anni dopo Li racconta che in quell'occasione l'allora presidente Richard Nixon gli si avvicinò e, dopo avergli fatto dei complimenti, gli chiese se da grande volesse diventare sua guardia del corpo. La risposta di Li fu che non voleva difendere una persona sola, bensì il miliardo di cinesi suoi connazionali.
Tempo dopo, sulla rivista Times, viene pubblicato l'articolo relativo all'avvenimento, dove si legge anche che i cinesi educano i propri ragazzi a dare risposte nazionaliste. In seguito, quando i presidenti americani Gerald Ford e Jimmy Carter visitano la Cina, Li viene chiamato a far parte del comitato di benvenuto. Nel 1975 a Pechino si svolgono i Giochi Nazionali Cinesi, la prima edizione dopo la rivoluzione culturale: il giovane Li, a 12 anni si ritrova a competere con ventenni o addirittura trentenni. Le selezioni preliminari si svolgono a Kunming, nella provincia di Yunnan, e Li si aggiudica il primo posto in tutte e 5 le gare.
Ma nelle semifinali si ferisce con la propria spada: non accorgendosi del taglio sulla fronte, continua l'esecuzione fino alla fine, ritrovandosi poi metà uniforme piena di sangue. Una volta medicata la ferita il dottore gli sconsiglia di partecipare alle finali, ma Li insiste e senza bende partecipa e vince la finale, battendo atleti molto più grandi di lui. Sul podio, infatti, pur essendo al primo gradino risulta più basso del secondo e terzo posto. Dal 1976 al 1979 gira il mondo, con il Beijing Wushu Team, dando dimostrazioni di Wushu.

## Il Sanda
Jet Li nel 1985 partecipa ai campionati nazionali di boxe cinese sanda, diventandone campione.

## Il cinema

### Shaolin Temple
Intanto il cinema cinese ha messo gli occhi sul giovane Li, nell'ambito di un progetto d'apertura del mercato verso l'estero, costruendogli il ruolo su misura da co-protagonista in un film. Ma la Cina non è Hong Kong e la lavorazione della pellicola richiede quasi due anni di tempo, anche se recitare e combattere davanti alla cinepresa è sicuramente molto meno faticoso che allenarsi duramente tutto il giorno. L'unico inconveniente è che Li, interpretando un giovane monaco, deve recitare rasato e l'inverno (soprattutto nelle scene girate sul Fiume Giallo) è molto rigido.
Nel 1979 esce quindi Shaolin Temple (少林寺 o Shao Lin si), di Yen Chang Hsin e Zhang Xinyan. Il prodotto è un grande successo nella Repubblica Cinese, dove le sale sono obbligate a proiettarlo essendo un cinema di regime, e su alcuni altri mercati (tranne a Taiwan, dove viene messo al bando). La pellicola ha due seguiti, Shaolin Temple 2: Kids from Shaolin (少林小子 o Shao Lin xiaozi, 1983) e Shaolin Temple 3: Martial Arts of Shaolin (南北少林 o Nan bei Shao Lin, 1986), diretto dal maestro di Hong Kong Liu Chia Liang, il cui rapporto con Li non sarà del tutto roseo, poiché il regista è contrario all'uso di controfigure che il giovane divo invece non disdegna. Alla fine il giudizio del regista sarà tiepido: "Non male, il ragazzo!" dirà alla stampa.
Jet Li diviene l'idolo cinematografico della Cina continentale (viene lanciato come "Il Bruce Lee di Pechino"), in contrapposizione ai numerosi attori di Hong Kong del mercato cinematografico occidentale. Entrato così nel mondo del cinema a soli 23 anni, nel 1986, grazie alle amicizie potenti di cui gode in ambito politico in Cina (e qualcuno sussurra anche in ambito di Triadi cinesi, giacché nel 1992 il suo manager verrà ucciso a colpi di pistola; da quel momento l'attore reciterà in numerosi film prodotti dalla Win's film del produttore mafioso Charles Heung, già coinvolto nel 1973 nei gossip sulla morte di Bruce Lee), dirige il suo primo film, Born to Defence (中華英雄 o Zhonghua yingxiong) che però non trova il successo sperato.
Si trasferisce in seguito negli Stati Uniti per tentare, senza successo, di ottenere la cittadinanza americana. Qui comunque gira due film di produzione di Hong Kong, Dragon Fight (龍在天涯 o Long zai tian ya, 1988) e The Master (Long xing tian xia, 1989). Quest'ultimo film, diretto da Tsui Hark, uscirà solo più tardi col nome Wong Fei Hung '92 (黃飛鴻92之龍行天下 Huang Feihong 92 zhi long xing tianxia), ma entrambe le pellicole sono un insuccesso commerciale.

### Wong Fei Hung
Dopo tanti insuccessi, nel 1991 Tsui Hark, uno dei registi più famosi e produttivi di Hong Kong, lo chiama ad interpretare il personaggio del maestro Wong Fei Hung nel film Once Upon a Time in China (黃飛鴻 o Wong Fei-hung). Il personaggio del medico e maestro di arti marziali Wong Fei Hung, vissuto verso la fine del XIX secolo, è molto caro al pubblico asiatico, tanto che è protagonista di più di 100 film girati in poche decine d'anni, interpretati da attori come Jackie Chan, Sammo Hung, Vincent Zhao e Kwan Tak-Hing. Jet Li ha una pesante eredità da portare, eppure la sua interpretazione rimane fra le migliori del personaggio.
Il successo è tale che l'anno successivo ne gira subito un seguito, Once Upon a Time in China II (黃飛鴻 II:男兒當自強 o Wong Fei-hung ji yi: Naam yi dong ji keung), sempre di Tsui Hark, mentre è del 1993 il terzo episodio. Riprende i panni del personaggio nel 1997 con il sesto ed ultimo episodio della saga, Once Upon a time in China and America (黃飛鴻之西域雄師 o Wong Fei-hung chi saiwik hung si), dove Wong Fei-Hung sbarca in America con i profughi cinesi di fine Ottocento. Ma nel 1993 veste ancora i panni di Wong Fei Hung in un episodio "apocrifo" della saga. Last Hero in China (黃飛鴻之鐵雞斗蜈蚣 o Wong Fei-hung chi tit gai dau neung gung), infatti, è diretto da Wong Jing che ne ha una diversa visione cinematografica, rispetto a Tsui Hark: il film è una commedia farsesca, distante dalla seria e dignitosa saga originale.

### I "maestri"
Jet Li ha lavorato con i migliori esperti di film di arti marziali di Hong Kong, oltre al già citato Tsui Hark, che lo ha lanciato a livello internazionale, c'è da citare Ching Siu-Tung che lo ha diretto in Swordsman II (笑傲江湖 II:東方不敗 o Xiao ao jiang hu zhi dong fang bu bai, 1991). Poi c'è Sammo Hung, con cui recita a fianco in Le Sette spade della vendetta (倚天屠龍記之魔教教主 o Yi tian tu long ji zhi mo jiao jiao zhu, 1993) e da cui viene diretto in Once Upon a Time in China and America. Altro grande nome è Corey Yuen, consumato professionista del genere, che lo dirige in 6 film e lo coreografa in ben 11. Dall'inizio del 2000 i due lavorano costantemente insieme.
Ma è soprattutto degna di nota la sua collaborazione con Yuen Woo-Ping. Quest'ultimo è divenuto famoso in Occidente verso la fine degli anni novanta per la sua partecipazione come coreografo dei combattimenti in film famosi come Matrix o La tigre e il dragone, ma la sua fama asiatica risale agli inizi degli anni settanta. Jet Li viene diretto da lui in Tai-Chi Master (太極張三丰 o Tai ji zhang san feng, 1993) ed ha usufruito delle sue coreografie nei primi due episodi di Once Upon a Time in China e in film come Fist of Legend (Jing wu ying xiong, 1994) o Last Hero in China.

### Parodie e rifacimenti
Come tipico dello stile di Hong Kong, parodie o rifacimenti di film famosi hanno visto anche Jet Li come protagonista. Bodyguard from Beijing (中南海保鏢 o Zhong Nan Hai bao biao, 1994) è una rivisitazione dell'americano Bodyguard - Guardia del corpo del 1992. Lo stesso anno esce Fist of Legend, rifacimento di Dalla Cina con furore di alto livello tecnico e buon successo in patria, ma eclissato dal ricordo dell'originale e del suo carismatico protagonista. La parziale sconfitta lo fa rinunciare a successivi remake di Lee. Il 1995 vede l'uscita di Meltdown - la catastrofe (鼠膽龍威 o Shu dan long wei), a metà strada fra parodia e rifacimento di Trappola di cristallo del 1988 con Bruce Willis. Nel 1996 esce Dr. Wai (冒險王 o Mo him wong), dichiarata parodia della saga di Indiana Jones.

### Il successo americano e altre produzioni cinesi

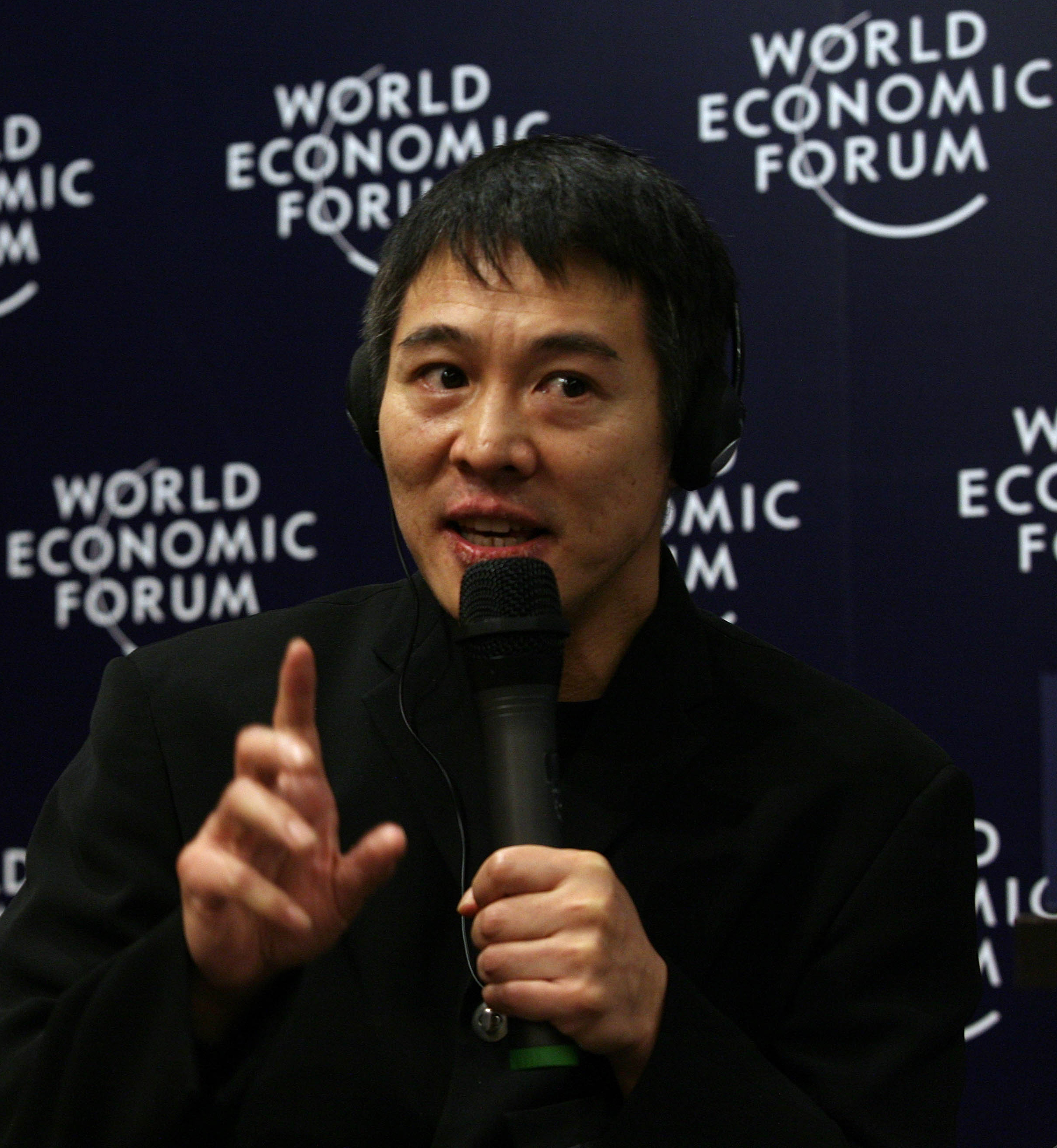
Jet Li nel 2008

Nel 1998 Jet Li, seguendo le orme di predecessori come Jackie Chan, decide di approdare in America. La Warner Bros. gli impone, per l'esordio statunitense, un ruolo diverso dal suo stereotipo e malgrado l'attore si opponga alla fine cede ed interpreta il suo primo ruolo non da "buono del cinema" in Arma letale 4. Nel 2000 esce Romeo deve morire, di Andrzej Bartkowiak, con la cantante Aaliyah e il rapper statunitense DMX, primo vero esordio da protagonista in terra straniera. Il successo del film spinge la stessa produzione a riproporsi nel 2003 con Amici × la morte.
Nel 2001 Jet Li interpreta Kiss of the Dragon, coproduzione franco-americana, che vede fra i produttori anche Luc Besson. Il film riscuote un buon successo anche in Europa, facendo divenire sempre più conosciuto il nome di Jet Li. Nello stesso anno per la Columbia interpreta The One, suo primo film fantascientifico, che però ha un'accoglienza tiepida al botteghino. Ma gli impegni americani non gli fanno dimenticare le sue origini e tornato momentaneamente in Cina il regista Zhang Yimou lo chiama per il suo kolossal Hero (英雄 o Ying xiong). La pellicola è un'autentica parata di star, di attori ed attrici molto amate in Asia.
Il 2005 è l'anno di Danny the Dog, produzione di Luc Besson, di impatto limitato ma di risonanza decisamente ampia, dove Jet Li può dimostrare, oltre ad essere un campione d'arti marziali, anche le sue capacità recitative. Interpreta poi un altro film di produzione cinese, Fearless, annunciato come il padre di tutti i film di arti marziali e molto liberamente basato sulla vita del maestro di arti marziali cinesi Huo Yuanjia, passato alla storia per aver sfidato e sconfitto vari campioni di lotta stranieri nei primi anni del Novecento.
Tornato in America nel 2007 interpreta assieme a Jason Statham Rogue - Il solitario, mentre l'anno seguente assume nuovamente un ruolo negativo nella pellicola diretta da Rob Cohen, La mummia - La tomba dell'Imperatore Dragone, terzo capitolo di una saga iniziata nel 1999 con La mummia. Nel 2008 interpreta insieme a Jackie Chan il film Il regno proibito ed è candidato a numerosi riconoscimenti per il film The Warlords - La battaglia dei tre guerrieri. Nel 2010 è nel cast del film d'azione I mercenari - The Expendables, con Sylvester Stallone (che riveste il triplice ruolo di attore, regista e cosceneggiatore) e Mickey Rourke e di nuovo accanto a Jason Statham; Jet Li interpreta Yin Yang, reduce del Vietnam ed esperto di arti marziali, appartenente a un piccolo gruppo internazionale di esperti mercenari guidati dall'abile Barney Ross (Sylvester Stallone).
Nonostante avesse dichiarato che Fearless intendeva essere il suo ultimo film di arti marziali, nel 2011 ritorna nel ruolo di maestro per i colossal cinesi The Sorcerer and the White Snake di Siu-Tung Ching e Flying Swords of Dragon Gate di Tsui Hark. Nel 2012 riprende il ruolo di Yin Yang nel secondo film della saga degli Expendables, I mercenari 2, diretto da Simon West; sono per la prima volta tutte assieme in un film star del cinema d'azione come Arnold Schwarzenegger, Bruce Willis, Chuck Norris, Jean-Claude Van Damme e Scott Adkins, che vanno ad unirsi a Sylvester Stallone, Jason Statham, Dolph Lundgren, Terry Crews e Randy Couture già presenti nel primo film della saga. Nel 2013 prende parte al film Badges of Fury. Nel 2014 riprende ancora il ruolo di Yin Yang nel terzo film della saga degli Expendables, I mercenari 3; a Sylvester Stallone, Arnold Schwarzenegger, Dolph Lundgren, Randy Couture, Terry Crews e Jason Statham, già presenti nei primi due film, si aggiungono Mel Gibson, Harrison Ford, Wesley Snipes, Antonio Banderas, Kellan Lutz, Ronda Rousey e Victor Ortiz.

## Vita privata
È stato sposato con Huang Qiuyan (1987 - 1990), che gli ha dato due figlie; nel 1999 si è unito in seconde nozze con Nina Li Chi, dalla quale ha avuto le altre due sue figlie.

## Il videogioco
Nel 2004 è uscito il videogioco ufficiale di Jet Li: Jet Li: Rise to Honour, per PlayStation 2.

## Curiosità
- Si trovava alle Maldive durante lo tsunami che ha devastato le isole nel 2004.
- Uno dei personaggi della serie di videogiochi picchiaduro Tekken, Feng Wei, pare ispirato proprio a Jet Li.

## Filmografia
- Shaolin Temple (少林寺 - Shao Lin tzu) (1976)
- Shaolin Temple 2 - Kids from Shaolin (少林小子 - Shao Lin xiao zi) (1983)
- Shaolin Temple 3 - Martial Arts of Shaolin (南北少林 - Nan bei Shao Lin) (1986)
- Born to Defence (altro titolo: Zhong hua ying xiong), regia di Jet Li (1986)- anche regia
- Abbot Hai Teng of Shaolin (Shao Lin Hai Deng da shi) (1988)
- Dragon Fight (龍在天涯 - Long zai tian ya) (1988)
- The Master (黃飛鴻92之龍行天下 - Long xing tian xia) (1989)
- Swordsman II (笑傲江湖 II:東方不敗 - Xiao ao jiang hu zhi dong fang bu bai) (1991)
- Once Upon a Time in China (黃飛鴻 - Wong Fei-hung) (1991)
- Once Upon a Time in China II (黃飛鴻 II:男兒當自強 - Wong Fei-hung ji yi: Naam yi dong ji keung) (1992)
- Le sette spade della vendetta (倚天屠龍記之魔教教主 - Yi tian tu long ji zhi mo jiao jiao zhu - The Evil Cult) (1993)
- Once Upon a Time in China III (黃飛鴻 III:獅王爭霸 - Wong Fei-hung tsi sam: Siwong tsangba) (1993)
- Last Hero in China (黃飛鴻之鐵雞斗蜈蚣 - Wong Fei-hung chi tit gai dau neung gung) (1993)
- The Legend (功夫皇帝方世玉 - Fong Sai-Yuk) (1993)
- The Legend 2 (方世玉 II - Fong Shi Yu II: Wan fu mo di) (1993)
- Twin Warriors (太極張三丰 - Tai ji zhang san feng - Tai-Chi Master) (1993)
- Zhong Nan Hai bao biao (中南海保鏢 - Zhong Nan Hai bao biao - The Bodyguard from Beijing) (1994)
- Fist of Legend (精武英雄 - Jing wu ying xiong) (1994)
- La leggenda del drago rosso (洪熙官 - Hong Xiguan zhi Shaolin wu zu - Legend of the Red Dragon) (1994)
- Meltdown - La catastrofe (鼠膽龍威 - Shu dan long wei - High Risk) (1995)
- The Enforcer (給爸爸的一封信 - Gei ba ba de xin -  My Father is a Hero) (1995)
- Dr. Wai (冒險王 - Mo him wong - Dr. Wai and the Scripture Without Words) (1996)
- La vendetta della maschera nera (黑俠 - Hak hap - Black Mask) (1996)
- C'era una volta in Cina e in America (黃飛鴻之西域雄師 - Wong Fei-hung chi saiwik hung si - Once Upon a Time in China VI) (1997)
- Contract Killer (殺手之王 - Sat sau ji wong - Hitman) (1998)
- Arma letale 4 (Lethal Weapon 4) (1998)
- Romeo deve morire (Romeo Must Die) (2000)
- Kiss of the Dragon (Kiss of the Dragon) (2001)
- The One (2001)
- Hero (英雄 - Ying xiong) (2002)
- Amici × la morte (Cradle 2 the Grave) (2003)
- Danny the Dog (Unleashed o Danny the Dog) (2005)
- Fearless (2006)
- The Warlords - la battaglia dei tre guerrieri, regia di Peter Chan (2007)
- Rogue - Il solitario (War) (2008)
- Il regno proibito (2008)
- La mummia - La tomba dell'Imperatore Dragone (The Mummy - The tomb of the Dragon Emperor) (2008)
- I mercenari - The Expendables (The Expendables), regia di Sylvester Stallone (2010)
- Ocean Heaven (2010)
- The Sorcerer and the White Snake (2011)
- Flying Swords of Dragon Gate (Long men fei jia), regia di Tsui Hark (2011)
- I mercenari 2 (The Expendables 2), regia di Simon West (2012)
- Badges of Fury (Bu er shen tan), regia di Wong Tsz-ming (2013)
- I mercenari 3 (The Expendables 3), regia di Patrick Huges (2014)
- Mulan, regia di Niki Caro (2020)

### Documentari
- This Is Kung Fu (1987)
- Dragons of the Orient (Dong fang ju long) (1988)
- Li Lian Jie's Shaolin Kung Fu (1994)
- Modern Gladiators (Modern Warriors) (2002)
- Inferno: The Making of 'The Expendables' (2010)

### Doppiaggio
- Se stesso in Mulan (doppiaggio cinese)[7]

## Doppiatori italiani
- Fabio Boccanera in Hero, Fearless, Rogue - Il solitario
- Mino Caprio in I mercenari - The Expendables, I mercenari 2, I mercenari 3
- Giorgio Borghetti in Once Upon a Time in China II, Once Upon a Time in China III
- Antonio Sanna in C'era una volta in Cina e in America, The One
- Emiliano Reggente in Once Upon a Time in China
- Claudio Capone in Le sette spade della vendetta
- Vittorio De Angelis in La leggenda del drago rosso
- Massimo De Ambrosis in Meltdown - La catastrofe
- Nino Prester in Dr. Wai
- Vittorio Guerrieri in La vendetta della maschera nera
- Simone Mori in Contract Killer
- Enrico Di Troia in Arma letale 4
- Francesco Prando in Romeo deve morire
- Francesco Pezzulli in Kiss of the Dragon
- Gaetano Varcasia in Amici × la morte
- Riccardo Rossi in Danny the Dog
- Nino D'Agata in The Warlords - La battaglia dei tre guerrieri
- Christian Iansante in Il regno proibito
- Tony Sansone in Badges of Fury
- Gianni Giuliano in Mulan